# Sindicat de Directors dels Estats Units
El Sindicat de Directors dels Estats Units (en anglès, Directors Guild of America, o DGA), és un sindicat professional que representa els interessos dels realitzadors de cinema i de televisió en la indústria estatunidenca del cinema. Inicialment anomenat Sindicat de Directors de Cinema (en anglès, Screen Directors Guild) el 1936, va esdevenir el Sindicat de Directors dels Estats Units el 1960. Compta avui amb més de divuit mil membres repartits sobre tot el territori estatunidenc, en els camps del cinema, de la televisió i de l'espectacle en general.
En la seva qualitat de sindicat, representa els directors, els ajudants de direcció i un cert nombre de professions relacionades. A més de la seva seu social, situada a Sunset Boulevard, a Hollywood, té dos oficines satèl·lits: una a Chicago i l'altra a Nova York.
El sindicat negocia amb les societats de producció audiovisual acords que estipulen no només les condicions de treball i de salari dels seus membres, sinó també una obligació per aquestes societats de contractar únicament professionals membres del Sindicat, en els àmbits del seu camp d'actuació. Igualment, els membres del Sindicat no tenen generalment dret a treballar per a les societats que no hi han tancat acords. De vegades això provoca que algunes productores sense acords amb el sindicat creïn una empresa de nova planta que signa un acord amb el sindicat amb l'únic objectiu de produir una pel·lícula determinada.
Tanmateix, no tots els realitzadors estatunidencs formen part del Sindicat de Directors dels Estats Units: així, alguns directors famosos, com George Lucas, Quentin Tarantino o Robert Rodriguez, sobretot, han refusar adherir-s'hi o han abandonat el sindicat per discrepàncies. Tanmateix, els no-adherits no poden treballar pels estudis de cinema més importants, ja que existeix entre aquests últims i el DGA acords estipulant que tots els directors contractats han de ser membres del sindicat.
A més del seu paper en matèria de condicions de treball i de salari, el DGA serveix també a protegir els drets d'autor dels directors, sobretot assegurant una definició del seu paper, instaurant la regla «una pel·lícula, un director» i garantint-los un dret de fer un muntatge de la seva pel·lícula (director's cut). Aquestes garanties pretenen contraposar el poder que els productors poden de vegades exercir sobre el director en el curs del procés de producció d'una pel·lícula.

## Premis del Sindicat de Directors dels Estats Units
El DGA lliura cada any els premis del Sindicat de Directors dels Estats Units, que constitueixen un esdeveniment del cinema estatunidenc recompensant llargmetratges i curtmetratges de la televisió i del cinema. Entre els grans guanyadors, hi figuren Francis Ford Coppola, Tarsem Singh, Carol Reed, Sydney Pollack, Mel Gibson, Bob Fosse, Steven Spielberg, Ron Howard, Ang Lee, Steven Soderbergh o Novel·la Polanski. En els seus 69 anys d'història, el premi del Sindicat de Directors dels Estats Units a la millor direcció en el llargmetratge ha estat un baròmetre gairebé perfecte tant per a l'Oscar al millor director com, en alguns casos, per a l'Oscar a la millor pel·lícula. Només set vegades el guanyador del premi del sindicat no ha guanyat el corresponent Oscar al millor director. Els premiats reben una estàtua fabricada per Society Awards.

## Crèdits
La regla «una pel·lícula, un director», segons la qual una pel·lícula no pot tenir més que un únic director, instaurada per impedir les pressions que podrien exercir productors o actors per sortir com a directors als crèdits, constitueix un dels cavalls de batalla del Sindicat de Directors. D'aquesta regla hi ha molt poques excepcions, clarament definides pel sindicat, que concerneixen equips de realització reconeguts com els dels Germans Wachowski o els Germans Coen. Així, aquests últims han hagut de repartir-se els crèdits, figurant junts en el crèdit de la producció però Ethan en el crèdit del guió i Joel en el de la direcció, fins al 2004 amb la seva pel·lícula Ladykillers, tot i que han treballat junts en els tres dominis sobre totes les seves pel·lícules. Per exemple, per la pel·lícula Sin City, el sindicat no va voler pas reconèixer com a equip de direcció el tàndem Robert Rodriguez i Frank Miller: així, Rodriguez va haver d'abandonar el sindicat per poder codirigir la pel·lícula amb Miller i permetre a aquest últim estar acreditat com a codirector.
En el passat, el Sindicat de Directors també s'ha involucrat en disputes amb el Sindicat de Guionistes dels Estats Units sobre crèdits de possessió, utilitzats per primera vegada a la pel·lícula de 1915 El naixement d'una nació. El Sindicat de Guionistes va intentar limitar els crèdits possessoris als escriptors, però el Sindicat de Directors sempre s'hi ha oposat amb èxit, deixant els directors lliures per tractar de negociar aquests crèdits si ho desitgen.

## Presidents del Sindicat de Directors
- King Vidor (1936–1938)
- Frank Capra (1939–1941)
- George Stevens (1941–1943)
- Mark Sandrich (1943–1944)
- John Cromwell (1944–1946)
- George Marshall (1948–1950)
- Joseph L. Mankiewicz (1950–1951)
- George Sidney (1951–1959)
- Frank Capra (1960–1961)
- George Sidney (1961–1967)
- Delbert Mann (1967–1971)
- Robert Wise (1971–1975)
- Robert Aldrich (1975–1979)
- George Schaefer (1979–1981)
- Jud Taylor (1981–1983)
- Gilbert Cates (1983–1987)
- Franklin J. Schaffner (1987–1989)
- Gene Reynolds (1993–1997)
- Jack Shea (1997–2002)
- Martha Coolidge (2002–2003)
- Michael Apted (2003–2009)
- Taylor Hackford (2009–2013)
- Paris Barclay (2013–2017)
- Thomas Schlamme (2017-2021)
- Lesli Linka Glatter (2021- )